# Florence Le Brun
Florence Le Brun (Saint-Nazaire, 24 de marzo de 1959) es una deportista francesa que compitió en vela en la clase 470.
Ganó dos medallas de oro en el Campeonato Europeo de 470, en los años 1986 y 1990. Participó en tres Juegos Olímpicos de Verano, entre los años 1988 y 1996, ocupando el octavo lugar en Seúl 1988 y el sexto en Barcelona 1992.

## Palmarés internacional
| \| Campeonato Europeo \| Campeonato Europeo \| Campeonato Europeo \| Campeonato Europeo \| \| Año \| Lugar \| Medalla \| Clase \| \| ------------------ \| -------------------------- \| ------------------ \| ------------------ \| \| 1986 \| Sønderborg (Dinamarca) \| Medalla de oro \| 470 \| \| 1990 \| Marina di Carrara (Italia) \| Medalla de oro \| 470 \| |                            |                |       |
| Campeonato Europeo |                            |                |       |
| Año | Lugar                      | Medalla        | Clase |
| 1986 | Sønderborg (Dinamarca)     | Medalla de oro | 470   |
| 1990 | Marina di Carrara (Italia) | Medalla de oro | 470   |